# Державний реєстр речових прав на нерухоме майно
Державний реєстр речових прав на нерухоме майно — єдина державна інформаційна система в Україні, що містить відомості про права на нерухоме майно, їх обтяження, а також про об'єкти та суб'єктів цих прав.
Порядок ведення реєстру затверджений постановою Кабінету Міністрів України від 26 жовтня 2011 р. N 1141 «Про затвердження Порядку ведення Державного реєстру речових прав на нерухоме майно»

## Структура даних реєстру
Для всіх об'єктів вноситься:
1. підстава для внесення запису про нерухоме майно:
  1. назва рішення;
  2. дата формування рішення;
  3. індексний номер рішення;
2. прізвище, ім'я та по батькові державного реєстратора;
3. найменування органу державної реєстрації прав або найменування нотаріальної контори, назва нотаріального округу.

Додатково вноситься: Щодо земельної ділянки:
1. дата державної реєстрації земельної ділянки;
2. найменування органу, що провів державну реєстрацію земельної ділянки;
3. кадастровий номер земельної ділянки;
4. площа земельної ділянки;
5. цільове призначення земельної ділянки;

Коли на земельній ділянці розташований об'єкт нерухомого майна, право власності на який зареєстровано в установленому законодавством порядку, державний реєстратор додатково вносить відомості про реєстраційний номер такого об'єкта;
Щодо об'єкта нерухомого майна:
1. тип об'єкта нерухомого майна (житловий будинок, будівля, споруда, квартира, житлове приміщення, нежитлове приміщення тощо);
2. призначення об'єкта нерухомого майна (житловий або нежитловий);
3. площа об'єкта нерухомого майна (загальна та (за наявності) житлова);
4. відомості про складові частини об'єкта нерухомого майна
  1. найменування та/або присвоєння літера,
  2. загальна та (за наявності) житлова площа об'єкта нерухомого майна, який є складовою частиною складної речі та призначений для обслуговування іншої (головної) речі, пов'язаний з нею спільним призначенням та є її приналежністю);
5. адреса об'єкта нерухомого майна;

У разі коли право власності на земельну ділянку, на якій розташований такий об'єкт нерухомого майна, зареєстровано в установленому законодавством порядку, державний реєстратор додатково вносить відомості про реєстраційний номер такої земельної ділянки;
Щодо підприємства як єдиного майнового комплексу:
1. найменування підприємства;
2. місцезнаходження підприємства;
3. дата проведення державної реєстрації підприємства;
4. код згідно з ЄДРПОУ;
5. склад підприємства (перелік нерухомого майна, що входить до єдиного майнового комплексу (земельні ділянки, будівлі, споруди), із зазначенням їх реєстраційних номерів);

Щодо об'єкта незавершеного будівництва:
1. технічна характеристика об'єкта незавершеного будівництва;
2. місце розташування об'єкта незавершеного будівництва;
3. реєстраційний номер земельної ділянки, на якій розташований об'єкт незавершеного будівництва;

## Стан наповнення реєстру
Станом на 14 червня 2013 у Державному реєстрі речових прав на нерухоме майно зареєстровано 1 591 199 заяв та запитів. При цьому, 1 039 049 заяв та запитів отримано державними реєстраторами, 552 150 — нотаріусами.
З загальної кількості розглянуто 1 520 792 заяв та запитів, що становить 96 % від зареєстрованих, зокрема, державними реєстраторами — 979 864, нотаріусами — 540 928.
Задоволено 1 484 471 заяв та запитів, що становить 98 % від кількості розглянутих, з яких державними реєстраторами — 943 786, нотаріусами — 540 685.
Лідерами за кількістю зареєстрованих заяв та запитів є Донецька область (150 697), Дніпропетровська (126 733), Київська (110 300) області та місто Київ (110 847).
Нотаріуси отримали право здійснювати реєстрацію речових прав на нерухоме майно з 1 січня 2013.
На час війни в реєстрі нерухомості адреси залишаються прихованими, відповідно до постанови КМУ від 12 березня 2022 року № 263.

## Як отримати довідку з реєстру
1. Авторизуватись на сайті Реєстру за допомогою Електронного цифрового підпису (ЕЦП);
2. Подати заявку на отримання витягу: ввести дані власника нерухомості фізичної особи (ПІБ, ІПН)/юридичної особи (назва, код ЄДРПОУ) або ввести адрес нерухомого майна;
3. Оплатити послугу (30 грн);
4. Отримати витяг у форматі PDF.[4]